# Championnats des États-Unis d'athlétisme
Les Championnats des États-Unis d'athlétisme (en anglais : USA Track and Field Championships) se disputent chaque année et consacrent les meilleurs athlètes américains sur piste, en salle, sur route et en cross-country. Ces championnats sont aussi sélectifs pour les différentes compétitions internationales telles que les Jeux olympiques ou les championnats du monde.

## Compétitions
- Sprint : 100 m, 200 m, 400 m
- Demi-fond : 800 m, 1 500 m
- Fond : 5 000 m, 10 000 m, marathon
- Haies : 100m haies, 110 m haies, 400 m haies, 3 000 m steeple
- Sauts : longueur, triple saut, saut en hauteur, perche
- Lancers : poids, disque, marteau, javelot
- Épreuves combinées : heptathlon, décathlon

## Éditions
Depuis 1992, les sélections olympiques ont lieu en même temps que les Championnats.
| Année | Lieu                 | Stade                                        | Date                     |
| Organisé par l'USATF                                                                                          | Organisé par l'USATF | Organisé par l'USATF                         | Organisé par l'USATF     |
| --- | -------------------- | -------------------------------------------- | ------------------------ |
| 2025 | Eugene               | Hayward Field                                | 30 juillet-3 août 2025   |
| 2024 | Eugene               | Hayward Field                                | 21-30 juin 2024          |
| 2023 | Eugene               | Hayward Field                                | 6-9 juillet 2023         |
| 2022 | Eugene               | Hayward Field                                | 23-26 juin 2022          |
| 2021 | Eugene               | Hayward Field                                | 18-27 juin 2021          |
| 2020 | Annulés              | Annulés                                      | Annulés                  |
| 2019 | Des Moines           | Drake Stadium                                | 25-28 juin 2019          |
| 2018 | Des Moines           | Drake Stadium                                | 21-24 juin 2018          |
| 2017 | Sacramento           | Hornet Stadium                               | 22-25 juin 2017          |
| 2016 | Eugene               | Hayward Field                                | 30 juin-10 juillet 2016  |
| 2015 | Eugene               | Hayward Field                                | 25-28 juin 2015          |
| 2014 | Sacramento           | Hornet Stadium                               | 26-29 juin 2014          |
| 2013 | Des Moines           | Drake Stadium                                | 19-23 juin 2013          |
| 2012 | Eugene               | Hayward Field                                | 22 juin-1er juillet 2012 |
| 2011 | Eugene               | Hayward Field                                | 23-26 juin 2011          |
| 2010 | Des Moines           | Drake Stadium                                | 23-27 juin 2010          |
| 2009 | Eugene               | Hayward Field                                | 25-28 juin 2009          |
| 2008 | Eugene               | Hayward Field                                | 27 juin-6 juillet 2008   |
| 2007 | Indianapolis         | IU Michael A. Carroll Track & Soccer Stadium | 20-24 juin 2007          |
| 2006 | Indianapolis         | IU Michael A. Carroll Track & Soccer Stadium | 21-25 juin 2006          |
| 2005 | Carson               | Home Depot Center                            | 23-26 juin 2005          |
| 2004 | Sacramento           | Alex G. Spanos Sports Complex                | 9-18 juillet 2004        |
| 2003 | Palo Alto            | Cobb Track & Angell Field                    | 19-22 juin 2003          |
| 2002 | Palo Alto            | Cobb Track & Angell Field                    | 21-23 juin 2002          |
| 2001 | Eugene               | Hayward Field                                | 21-24 juin 2001          |
| 2000 | Sacramento           | Hornet Stadium                               | 14-23 juillet 2000       |
| 1999 | Eugene               | Hayward Field                                |                          |
| 1998 | La Nouvelle-Orléans  | Tad Gormley Stadium                          |                          |
| 1997 | Indianapolis         | IU Michael A. Carroll Track & Soccer Stadium |                          |
| 1996 | Atlanta              | Centennial Olympic Stadium                   |                          |
| 1995 | Sacramento           | Hornet Stadium                               |                          |
| 1994 | Knoxville            |                                              |                          |
| 1993 | Eugene               | Hayward Field                                |                          |
| Organisé par The Athletics Congress                                                                           |                      |                                              |                          |
| 1992 | La Nouvelle-Orléans  |                                              |                          |
| 1991 | New York             |                                              |                          |
| 1990 | Norwalk              |                                              |                          |
| 1989 | Houston              |                                              |                          |
| 1988 | Tampa                |                                              |                          |
| 1987 | San José             |                                              |                          |
| 1986 | Eugene               |                                              |                          |
| 1985 | Indianapolis         |                                              |                          |
| 1984 | San José             |                                              |                          |
| 1983 | Indianapolis         |                                              |                          |
| 1982 | Knoxville            |                                              |                          |
| 1981 | Sacramento           |                                              |                          |
| 1980 | Walnut               |                                              |                          |
| Organisé par l'Amateur Athletic Union                                                                         |                      |                                              |                          |
| Cette section est vide, insuffisamment détaillée ou incomplète. Votre aide est la bienvenue ! Comment faire ? |                      |                                              |                          |

## Records des championnats
| Discipline        | Hommes                     | Hommes             | Femmes               | Femmes             |
| ----------------- | -------------------------- | ------------------ | -------------------- | ------------------ |
| 100 m             | Tyson Gay                  | 9 s 75             | Marion Jones         | 10 s 72            |
| 200 m             | Noah Lyles                 | 19 s 53            | Allyson Felix        | 21 s 69            |
| 400 m             | Michael Johnson            | 43 s 44            | Sanya Richards       | 49 s 27            |
| 800 m             | Duane Solomon              | 1 min 43 s 27      | Meredith Rainey      | 1 min 57 s 04      |
| 1 500 m           | Matthew Centrowitz         | 3 min 34 s 09      | Regina Jacobs        | 4 min 01 s 01      |
| 3000 m            | -                          | -                  | Mary Decker          | 8 min 38 s 36      |
| 5 000 m           | Paul Chelimo               | 13 min 08 s 62     | Regina Jacobs        | 14 min 45 s 35     |
| 10 000 m          | Galen Rupp                 | 27 min 25 s 33     | Shalane Flanagan     | 30 min 59 s 97     |
| 100 m haies       |                            |                    | Brianna Rollins      | 12 s 26            |
| 110 m haies       | Allen Johnson              | 12 s 92            |                      |                    |
| 400 m haies       | Bryan Bronson              | 47 s 03            | Dalilah Muhammad     | 52 s 64            |
| 3 000 m steeple   | Evan Jager                 | 8 min 12 s 29      | Emma Coburn          | 9 min 15 s 59      |
| 20 000 marche     | Trevor Barron              | 1 h 23 min 00 s 10 | Teresa Vaill         | 1 h 33 min 28 s 15 |
| 20 km marche      | Curt Clausen               | 1 h 23 min 34 s    | Michelle Rohl        | 1 h 32 min 39 s    |
| Saut en hauteur   | Jesse Williams Erik Kynard | 2,37 m             | Chaunte Howard       | 2,05 m             |
| Saut à la perche  | Jeff Hartwig               | 6,02 m             | Jennifer Stuczynski  | 4,92 m             |
| Saut en longueur  | Carl Lewis                 | 8,79 m             | Brittney Reese       | 7,31 m             |
| Triple saut       | Willie Banks               | 17,97 m            | Keturah Orji         | 14,59 m            |
| Lancer du poids   | Ryan Crouser               | 22,65 m            | Michelle Carter      | 20,24 m            |
| Lancer du disque  | John Powell                | 71,26 m            | Ria Stalman (NED)    | 67,58 m            |
| Lancer du marteau | Lance Deal                 | 82,50 m            | DeAnna Price         | 78,12 m            |
| Lancer du javelot | Breaux Greer               | 91,29 m            | Kara Patterson       | 66,67 m            |
| Décathlon         | Ashton Eaton               | 9 039 pts          |                      |                    |
| Heptathlon        |                            |                    | Jackie Joyner-Kersee | 6 979 pts          |